# James Christy
James Walter Christy (Milwaukee, 14 luglio 1938) è un astronomo statunitense, noto per aver scoperto, insieme a Robert Harrington, Caronte, satellite di Plutone.

## Biografia
James Walter Christy nacque a Milwaukee nel 1938. A 16 anni con la famiglia si trasferì a Tucson, in Arizona e successivamente studiò all'Università dell'Arizona, laureandosi in astronomia nel 1965. Già dal 1962 intanto aveva iniziato a lavorare all'United States Naval Observatory (USNO) di Flagstaff.
Christy nel 1978 lavorava all'USNO di Washington dalla quale era stato trasferito nel 1971 da Flagstaff, e stava esaminando attentamente alcune lastre fotografiche che gli aveva consegnato Robert Harrington e contrassegnate come "scarse" perché l'immagine di Plutone sembrava allungata, con una piccola protuberanza, ma si pensava che dipendesse da un difetto derivante da una messa a fuoco difettosa. Tuttavia, Christy notò che solo Plutone era allungato, mentre le immagini delle stelle sullo sfondo erano perfettamente puntiformi. Le precedenti attività di Christy all'Osservatorio Navale includevano la fotografia di stelle doppie, quindi gli venne in mente che questa protuberanza sarebbe potuta essere un compagno di Plutone. Dopo aver esaminato immagini degli archivi dell'osservatorio di Flagstaff risalenti al 1965, anch'esse catalogate come difettose, concluse che si doveva trattare sicuramente di un satellite..
Le prove fotografiche furono considerate convincenti ma non conclusive (era possibile che il rigonfiamento fosse dovuto alla forma inaspettatamente irregolare di Plutone), anche perché a quel tempo non esistevano il telescopio spaziale Hubble e l'ottica adattiva, e non era possibile da Terra avere immagini separate di Plutone e Caronte. Christy si consultò con Robert Harrington, calcolarono l'orbita di un corpo che ruotava in 6,4 giorni, e una successiva osservazione di una serie di reciproche eclissi confermò definitivamente la scoperta.
Christy voleva dedicare la scoperta a sua moglie Charlene proponendo di denominare il satellite Charon (Caronte in inglese), usando il suo soprannome, "Char" e aggiungendogli -on (per il suo interesse per la fisica dei protoni e degli elettroni, che hanno terminazioni -on). Alla USNO avevano pensato a una figura mitologica, com'era consuetudine e avevano suggerito Persefone, moglie di Plutone, e Christy, che era ignaro del significato di Caronte concordava con la scelta. Tuttavia, cercando in un dizionario scoprì che anch'esso era una figura mitologica, ovvero il traghettatore che trasportava le anime attraverso il fiume Acheronte, uno dei cinque mitici fiumi che circondavano il mondo sotterraneo di Plutone. Il giorno dopo Christy, che come scopritore aveva i diritti sul nome, comunicò la sua scelta ai colleghi.
Nel 1982 Christy si trasferì a Tucson e lavorò diversi anni come ingegnere e fisico nell'impianto della Hughes Aircraft Company che lavorava su sistemi di difesa missilistici richiesti dal governo per conto della Raytheon Technologies. Quando andò in pensione tornò a vivere con la moglie Charlene a Flagstaff. Nel 2015 venne invitato, assieme ai figli di Clyde Tombaugh, dal gruppo della New Horizons per osservare il sorvolo di Plutone e Caronte.
Nel 2008 gli è stato dedicato un asteroide, 129564 Christy.